# Heteronotus modestus
Heteronotus modestus är en insektsart som beskrevs av Boulard 1980. Heteronotus modestus ingår i släktet Heteronotus och familjen hornstritar. Inga underarter finns listade i Catalogue of Life.